# Liiga
A Liga (2013-ig az SM-liiga, svédül: FM-ligan) egy professzionális első osztályú jégkorongbajnokság Finnországban. A ligát 1975-ben alapították, és a Champions Hockey League alapító tagja volt. A bajnokság igazgatója Riku Kallioniemi. A bajnokságban 15 csapat játszott 2022-ben, a rájátszássorozatba került csapatok a Kanada-malja trófea elnyeréséért versengenek. A ligában a feljutás és kiesés rendszere működött 2013-ig a finn másodosztályú ligával, a Mestis-szel, azonban jelenleg zárt bajnokságként működik, a sikeres másodosztályú csapatok a feljutásért pályázniuk kell a vezetésnél. A bajnokság alapszakaszának első három helyezettje szerepel a következő Champions Hockey League szezon kiírásában.
A Jokerit az orosz–ukrán háború miatt kilépett az orosz Kontinentális Jégkorong Ligából, és bejelentette, hogy a 2023–24-es szezontól kezdve a Liigában kíván játszani.

## Története
A bajnokságot SM-liiga néven alapították 1975-ben, hogy egy professzionális ligát hozzanak létre.

## Lebonyolítás

### Alapszakasz
Az alapszakaszban 15 csapat vesz részt. Egy csapat 60 mérkőzést játszik, mindegyik csapattal 5 meccset.

### Rájátszás
A rájátszás negyeddöntőjébe a 6 legtöbb pontot szerző csapat jut. A 7-10. helyezett csapat a nyolcaddöntőben két nyert meccsig tartó sorozatokat játszanak a negyeddöntőbe jutásért. A negyeddöntőtől kezdve 4 nyertes meccsig tartó sorozatokat játszanak a csapatok. Az elődöntőben vesztes két csapat külön mérkőzéseket játszanak a bronzéremért.

## Résztvevők

### Jelenlegi csapatok
| Csapat   | Város        | Jégcsarnok           | Férőhely |
| -------- | ------------ | -------------------- | -------- |
| HIFK     | Helsinki     | Helsingin jäähalli   | 8 200    |
| HPK      | Hämeenlinna  | Pohjantähti Areena   | 5 360    |
| Ilves    | Tampere      | Nokia-areena         | 13 330   |
| Jukurit  | Mikkeli      | Ikioma Areena        | 4 200    |
| JYP      | Jyväskylä    | Synergia-areena      | 4 437    |
| KalPa    | Kuopio       | Olvi Areena          | 5 064    |
| KooKoo   | Kouvola      | Lumon Areena         | 6 200    |
| Kärpät   | Oulu         | Oulun Energia Areena | 6 768    |
| Lukko    | Rauma        | Kivikylän Areena     | 5 400    |
| Pelicans | Lahti        | Isku Areena          | 5 371    |
| SaiPa    | Lappeenranta | Kisapuisto           | 4 820    |
| Sport    | Vaasa        | Vaasan Sähkö Areena  | 4 512    |
| Tappara  | Tampere      | Nokia-areena         | 13 330   |
| TPS      | Turku        | Gatorade Center      | 11 820   |
| Ässät    | Pori         | Isomäki Areena       | 6 300    |

## Bajnokok

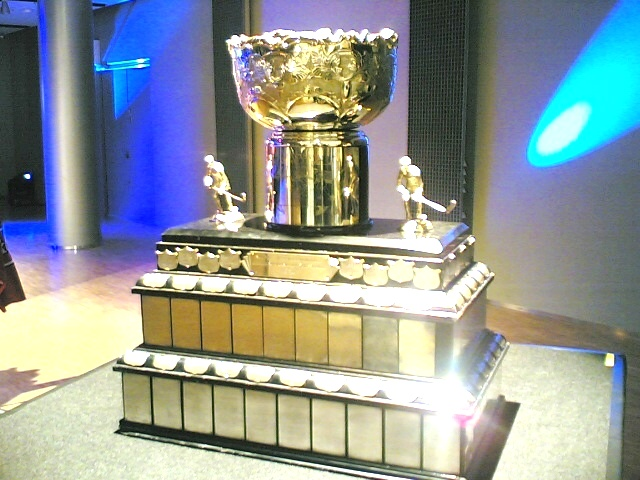
A rájátszássorozat győztesének járó trófea, a Kanada-malja

| Szezon    | Győztes                                        | Döntő végeredménye                             | Döntős                                         |
| --------- | ---------------------------------------------- | ---------------------------------------------- | ---------------------------------------------- |
| 1975–1976 | TPS                                            | 2–0                                            | Tappara                                        |
| 1976–1977 | Tappara                                        | 3–0                                            | TPS                                            |
| 1977–1978 | Ässät                                          | 3–1                                            | Tappara                                        |
| 1978–1979 | Tappara                                        | 3–2                                            | Ässät                                          |
| 1979–1980 | HIFK                                           | 3–0                                            | Ässät                                          |
| 1980–1981 | Kärpät                                         | 3–2                                            | Tappara                                        |
| 1981–1982 | Tappara                                        | 3–1                                            | TPS                                            |
| 1982–1983 | HIFK                                           | 3–2                                            | Jokerit                                        |
| 1983–1984 | Tappara                                        | 3–1                                            | Ässät                                          |
| 1984–1985 | Ilves                                          | 3–2                                            | TPS                                            |
| 1985–1986 | Tappara                                        | 4–1                                            | HIFK                                           |
| 1986–1987 | Tappara                                        | 4–1                                            | Kärpät                                         |
| 1987–1988 | Tappara                                        | 4–1                                            | Lukko                                          |
| 1988–1989 | TPS                                            | 4–1                                            | JYP                                            |
| 1989–1990 | TPS                                            | 4–2                                            | Ilves                                          |
| 1990–1991 | TPS                                            | 4–1                                            | KalPa                                          |
| 1991–1992 | Jokerit                                        | 4–1                                            | JYP                                            |
| 1992–1993 | TPS                                            | 3–1                                            | HPK                                            |
| 1993–1994 | Jokerit                                        | 3–1                                            | TPS                                            |
| 1994–1995 | TPS                                            | 3–2                                            | Jokerit                                        |
| 1995–1996 | Jokerit                                        | 3–1                                            | TPS                                            |
| 1996–1997 | Jokerit                                        | 3–0                                            | TPS                                            |
| 1997–1998 | HIFK                                           | 3–0                                            | Ilves                                          |
| 1998–1999 | TPS                                            | 3–1                                            | HIFK                                           |
| 1999–2000 | TPS                                            | 3–1                                            | Jokerit                                        |
| 2000–2001 | TPS                                            | 3–1                                            | Tappara                                        |
| 2001–2002 | Jokerit                                        | 3–1                                            | Tappara                                        |
| 2002–2003 | Tappara                                        | 3–0                                            | Kärpät                                         |
| 2003–2004 | Kärpät                                         | 3–1                                            | TPS                                            |
| 2004–2005 | Kärpät                                         | 3–1                                            | Jokerit                                        |
| 2005–2006 | HPK                                            | 3–1                                            | Kärpät                                         |
| 2006–2007 | Kärpät                                         | 3–0                                            | Jokerit                                        |
| 2007–2008 | Kärpät                                         | 4–1                                            | Espoo Blues                                    |
| 2008–2009 | JYP                                            | 4–0                                            | Kärpät                                         |
| 2009–2010 | TPS                                            | 4–1                                            | HPK                                            |
| 2010–2011 | HIFK                                           | 4–0                                            | Espoo Blues                                    |
| 2011–2012 | JYP                                            | 4–0                                            | Pelicans                                       |
| 2012–2013 | Ässät                                          | 4–2                                            | Tappara                                        |
| 2013–2014 | Kärpät                                         | 4–3                                            | Tappara                                        |
| 2014–2015 | Kärpät                                         | 4–3                                            | Tappara                                        |
| 2015–2016 | Tappara                                        | 4–2                                            | HIFK                                           |
| 2016–2017 | Tappara                                        | 4–2                                            | KalPa                                          |
| 2017–2018 | Kärpät                                         | 4–2                                            | Tappara                                        |
| 2018–2019 | HPK                                            | 4–3                                            | Kärpät                                         |
| 2019–2020 | A rájátszást a Covid19-járvány miatt törölték. | A rájátszást a Covid19-járvány miatt törölték. | A rájátszást a Covid19-járvány miatt törölték. |
| 2020–2021 | Lukko                                          | 3–1                                            | TPS                                            |
| 2021–2022 | Tappara                                        | 4–1                                            | TPS                                            |
| 2022–2023 | Tappara                                        | 4–1                                            | Pelicans                                       |
| 2023–2024 | Tappara                                        | 4–1                                            | Pelicans                                       |
| 2024–2025 | KalPa                                          | 4–2                                            | SaiPa                                          |

## Díjak
- Lasse Oksanen-trófea: az alapszakasz legjobb játékosa
- Veli-Pekka Ketola-trófea: az alapszakasz legeredményesebb játékosa
- Aarne Honkavaara-trófea: a bajnokság gólkirálya
- Jari Kurri-trófea: a rájátszás legértékesebb játékosa
- Urpo Ylönen-trófea: a legjobb kapus
- Pekka Rautakallio-trófea: a legjobb védő
- Jarmo Wasama-emlékkupa: év újonca
- Matti Keinonen-trófea:  legjobb plusz-mínusz mutatóval rendelkező játékos
- Raimo Kilpiö-trófea: a legsportszerűbb játékos
- Kalevi Numminen-trófea: a legjobb edző

## Nézettség
| Szezon  | Átlagos nézőszám | Helyezés | Legnézettebb csapat |
| ------- | ---------------- | -------- | ------------------- |
| 2021–22 | 2 870            | 5.       | Ilves (5 433)       |
| 2022–23 | 4 334            | 6.       | Ilves (8 216)       |
| 2023–24 | 4 568            | 6.       | Tappara (8 494)     |
| 2024–25 | 4 659            | 6.       | Ilves (8 369)       |

## Magyar játékosok a bajnokságban
- Hetényi Zoltán: Jokerit (2011–2012)[15]
- Hári János: Pelicans (2019)[16]
- Galló Vilmos: KooKoo (2019–2021, 2024–)[17]
- Sebők Balázs: KalPa (2015–2021);[18] Ilves (2021–2023)[19] Ässät (2025–)[20]
- Varga Balázs: JYP (2023–2025)[21]